# Petr Velička
Petr Velička (* 26. Februar 1967 in Frýdek-Místek) ist ein tschechischer Schachmeister.

## Leben
Im Jahr 2007 erhielt er den Großmeistertitel, die erforderlichen Normen erfüllte er im Juni 1999 bei der tschechischen Einzelmeisterschaft in Lázně Bohdaneč, bei der portugiesischen Mannschaftsmeisterschaft 2005 in Évora und im Dezember 2006 beim 3. Internationalen Open in Vandœuvre-lès-Nancy. Sein bestes Ergebnis bei tschechischen Einzelmeisterschaften war der zweite Platz 1999 in Lázně Bohdaneč. Velička siegte oder belegte vordere Plätze in einigen Turnieren: I-III. Platz in Brno (1994), I-III. Platz in Ostrava (1998), I-IV. Platz in Hamburg (2000), I-VIII. Platz in Benasque (2003).

## Vereine
In der tschechischen Extraliga spielte Velička in der Saison 1992/93 für den TJ TŽ Třinec, für den er zuvor bereits in der tschechoslowakischen Mannschaftsmeisterschaft angetreten war, in der Saison 1993/94 für den ŠK Baník CSA Karviná GRADO, mit dem er auch am European Club Cup 1995 teilnahm, in der Saison 1994/95 für den ŠK CSABI Slavia Havířov, von 1995 bis 1999 für den ŠK H.Fuchs Ostrava, in der Saison 1999/2000 erneut für den TJ TŽ Třinec, von 2000 bis 2002 für den ŠK Hagemann Opava, mit dem er 2002 tschechischer Mannschaftsmeister wurde, in der Saison 2002/03 für den TJ Jäkl Karviná, seit 2003 spielt er für IPM Color Ostrava (von 2005 bis 2008 und seit 2010 ŠK Labortech Ostrava, von 2008 bis 2010 ŠK Geofin Ostrava).
In der deutschen 1. Bundesliga spielte Velička in der Saison 1996/97 für den SK Passau, in der luxemburgischen Division nationale in der Saison 2008/09 für Cercle d'échecs Dudelange und in der slowakischen Extraliga von 1994 bis 1998 für den ŠK Slovan Levice und von 2009 bis 2012 für den MŠK KdV Kežmarok. In der belgischen Interclubs spielte er in der Saison 2017/18 für den TSM Schaakklub aus Mechelen.